# Lematy Borela-Cantellego
Lematy Borela-Cantellego – lematy dotyczące ciągów zdarzeń losowych, wykorzystywane m.in. w dowodzie mocnej wersji prawa wielkich liczb.
Niech {\displaystyle A_{1},A_{2},A_{3},\dots } będzie nieskończonym ciągiem zdarzeń w danej przestrzeni probabilistycznej {\displaystyle (\Omega ,{\mathcal {F}},P).}

## Pierwszy lemat Borela-Cantellego
Jeśli szereg prawdopodobieństw zdarzeń {\displaystyle A_{1},A_{2},A_{3},\dots } jest zbieżny, tj.
{\displaystyle \sum _{k=1}^{\infty }P(A_{k})<+\infty ,}
wtedy prawdopodobieństwo zajścia nieskończenie wielu spośród zdarzeń {\displaystyle A_{1},A_{2},A_{3},\dots } wynosi 0, tj.
{\displaystyle P\left(\bigcap _{n=1}^{\infty }\bigcup _{k=n}^{\infty }A_{k}\right)=0.}

### Dowód
- Niech {\displaystyle A:=\bigcap _{n=1}^{\infty }B_{n},\ B_{n}:=\bigcup _{k=n}^{\infty }A_{k},\ B_{n+1}\subseteq B_{n}.}
- Korzystając z własności miary:

{\displaystyle P(A)=\lim _{n\to \infty }P(B_{n}).}
- Również z własności miary otrzymujemy nierówność:

{\displaystyle P(B_{n})=P\left(\bigcup _{k=n}^{\infty }A_{k}\right)\leqslant \sum \limits _{k=n}^{\infty }P(A_{k})\ \ (\star ).}
- Niech {\displaystyle S:=\sum \limits _{k=1}^{\infty }P(A_{k}),\ S_{n-1}:=\sum \limits _{k=1}^{n-1}P(A_{k}).} Z założenia {\displaystyle S<\infty ,} więc szereg jest zbieżny.
- Zauważmy, że: {\displaystyle \sum \limits _{k=n}^{\infty }P(A_{k})=S-S_{n-1}.}
- {\displaystyle \left(S_{n}{\xrightarrow[{n\to \infty }]{}}S\right)\Rightarrow \left(S-S_{n-1}{\xrightarrow[{n\to \infty }]{}}0\right)\Rightarrow \left(\sum \limits _{k=n}^{\infty }P(A_{k}){\xrightarrow[{n\to \infty }]{}}0\right).}
- Korzystając z {\displaystyle (\star ),P(B_{n})\geqslant 0} oraz twierdzenia o trzech ciągach:

{\displaystyle \left(0\leqslant P(B_{n})\leqslant \sum \limits _{k=n}^{\infty }P(A_{k})\right)\Rightarrow \left(P(B_{n}){\xrightarrow[{n\to \infty }]{}}0\right).}
- Kończy to dowód, bo: {\displaystyle P\left(\bigcap _{n=1}^{\infty }\bigcup _{k=n}^{\infty }A_{k}\right)=P(A)=\lim _{n\to \infty }P(B_{n})=0.}

## Drugi lemat Borela-Cantellego
Jeśli zdarzenia {\displaystyle A_{i}} są niezależne i szereg ich prawdopodobieństw jest rozbieżny, tj.
{\displaystyle \sum _{k=1}^{\infty }P(A_{k})=+\infty ,}
wtedy prawdopodobieństwo zajścia nieskończenie wielu spośród zdarzeń {\displaystyle A_{1},A_{2},A_{3},\dots } wynosi 1, tj.
{\displaystyle P\left(\bigcap _{n=1}^{\infty }\bigcup _{k=n}^{\infty }A_{k}\right)=1.}

### Dowód
- Niech {\displaystyle A:=\bigcap _{n=1}^{\infty }B_{n},\ B_{n}:=\bigcup _{k=n}^{\infty }A_{k},\ B_{n+1}\subseteq B_{n}.}
- Korzystając z własności miary:

{\displaystyle P(A)=\lim _{n\to \infty }P(B_{n}).}
- Zapiszmy {\displaystyle B_{n}} w postaci: {\displaystyle B_{n}=\bigcup _{m=n}^{\infty }\bigcup _{k=n}^{m}A_{k}.}
- Niech {\displaystyle C_{m,n}:=\bigcup _{k=n}^{m}A_{k},\ C_{m,n}\subseteq C_{m+1,n}.}
- Korzystając ponownie z własności miary:

{\displaystyle P(B_{n})=\lim _{m\to \infty }P\left(\bigcup _{k=n}^{m}A_{k}\right).}
- Zauważmy, że {\displaystyle \bigcup _{k=n}^{m}A_{k}=\Omega -\bigcap _{k=n}^{m}A_{k}^{'},} gdzie {\displaystyle A_{k}^{'}=\Omega -A_{k}}
- {\displaystyle P\left(\bigcup _{k=n}^{m}A_{k}\right)=1-P\left(\bigcap _{k=n}^{m}A_{k}^{'}\right)=1-\prod \limits _{k=n}^{m}P(A_{k}^{'})=1-\prod \limits _{k=n}^{m}(1-P(A_{k})).}

Aby zakończyć dowód wystarczy pokazać, że {\displaystyle \prod \limits _{k=n}^{m}(1-P(A_{k})){\xrightarrow[{m\to \infty }]{}}0.}
- Zauważmy: {\displaystyle x\geqslant 0\Rightarrow \exp[-x]\geqslant 1-x\ (\star )}
- {\displaystyle 0\leqslant \prod \limits _{k=n}^{m}(1-P(A_{k}))\leqslant ^{(\star )}\prod \limits _{k=n}^{m}\exp[-P(A_{k})]=\exp \left[-\sum \limits _{k=n}^{m}P(A_{k})\right]{\xrightarrow[{m\to \infty }]{}}0.}
- Więc z twierdzenia o trzech ciągach: {\displaystyle \prod \limits _{k=n}^{m}(1-P(A_{k})){\xrightarrow[{m\to \infty }]{}}0.}
- I ostatecznie {\displaystyle \left(P(B_{n})=\lim _{m\to \infty }P(\bigcup _{k=n}^{m}A_{k})=1\right)\Rightarrow \left(P(\bigcap _{n=1}^{\infty }\bigcup _{k=n}^{\infty }A_{k})=P(A)=\lim _{n\to \infty }P(B_{n})=1\right).}

## Wniosek
- Jeżeli zdarzenia {\displaystyle A_{1},A_{2},A_{3},\dots } są niezależne to dla zdarzenia {\displaystyle A:=\bigcap _{n=1}^{\infty }\bigcup _{k=n}^{\infty }A_{k}} zachodzi warunek:

{\displaystyle P(A)=0\ {\text{ lub }}\ P(A)=1.}

## Przykład
Rozważmy nieskończone ciągi rzutów monetą symetryczną. Niech {\displaystyle A_{k}} oznacza zdarzenie polegające na tym, że {\displaystyle k}-ty, {\displaystyle k+1} i {\displaystyle k+2} rzuty dały odpowiednio orła, reszkę i orła. Oczywiście zdarzenia {\displaystyle A_{1},A_{2},A_{3},\dots ,A_{n},\dots } nie są niezależne, ale zdarzenia {\displaystyle A_{1},A_{4},A_{7},\dots ,A_{3n+1},\dots } są.
Każde zdarzenie {\displaystyle A_{k}} ma prawdopodobieństwo 1/8, więc szereg prawdopodobieństw tych zdarzeń jest rozbieżny. Z drugiego lematu Borela-Cantellego wnosimy więc, że z prawdopodobieństwem 1 sekwencja orzeł, reszka, orzeł wystąpi w niekończonym ciągu rzutów nieskończenie wiele razy.